# Coven
Coven je termín používaný především v novopohanství (jako Wicca) pro společenství lidí, kteří spolu provozují různé praktiky spojené s jejich náboženským zaměřením. Slovo „coven“ je odvozené od latinského „convenire“, sejíti se.
Coven je společenství většinou tří až třinácti lidí. Tito lidé spolu slaví svátky, provozují rituály, společně se učí apod. Mají i svá ustálená pravidla, zvyky a tajemství. V některých případech se coven řídí pravidly nějaké tradice. V čele covenu většinou stojí kněz a kněžka, kteří by měli mít za úkol tento coven jistým způsobem vést.

## Coveny v Česku
V českém prostředí je situace poněkud nepřehledná. Coveny jsou zakládány na základě dohody několika pohanů, nikoliv tradičním způsobem, že se kněz/kněžka s dostatečnými zkušenostmi oddělí od svého mateřského covenu a založí si vlastní, jako je tomu v tradici Wicca. Zkušenosti s vedením covenů se v Čechách teprve sbírají a v současnosti fungující coveny jsou typicky nestálé a malé skupinky.[zdroj?]
Základním zdrojem informací byla v našem prostředí kniha Raymonda Bucklanda Velká učebnice čarodějnictví a magie, popisující v podstatě rituály jím založené tradice Seax Wicca (česky Saská Wicca). Dnes je pohany již považována za poněkud zastaralou. Také překlad byl nezdařený a zavedl výraz „sabat“ pro coven.[zdroj?] Sabat označuje pohanský svátek (tzv. menší a větší sabaty).
Coven bývá často nazýván lóže nebo sbor.